# Vacation Express
Vacation Express es un operador turístico basado en Atlanta, Georgia. La compañía fue fundada en 1989. Vacation Express fue comprado por Sunwing Travel Group en 2011 por una suma no revelada. La empresa ha vendido más de 2 millones de paquetes de vacaciones.

## Historia
Vacation Express fue fundada en 1989 por Kevin Hernández, Gantt Cookson y Meg Deeb. La oferta inicial de la compañía eran paquetes de vacaciones aire/tierra a Jamaica. En el año 1992, la compañía comenzó un vuelo chárter de Atlanta a Cancún y eventualmente se hizo conocido como un operador chárter en el Sureste y el Medio Oriente. Para 1998, Vacation Express vendió paquetes desde nueve ciudades de Estados Unidos a Cancún, Cozumel, Aruba y Costa Rica. En ese año, Vacation Express fue comprado por $24 millones de dólares por la filial de Airtours International Airways, North America Leisure Group. Como parte de la adquisición, Vacation Express comenzó a ofrecer cruceros, expandió su servicios en la región del Atlántico medio y enumeró Baltimore como puerta de enlace para chárters. Después de diez años en el negocio, la compañía había crecido para vender paquetes vacacionales a 100,000 clientes anuales en 1999. Después de la crisis, en 2003, Vacation Express fue comprada por Flightserv Inc., una división de servicios de viajes de eResource Capital Group, junto con otro operador turístico por $16.5 millones de dólares.
En 2011, Sunwing Travel Group compró Vacation Express por una suma no revelada. Como resultado de la venta Sunwing Airlines, una filial de Sunwing Travel Group, vende paquetes a través de Vacation Express. La compañía también vende los vuelos chárter a través de muchas líneas aéreas incluyendo Interjet, Swift Air y Aeroméxico. En 2015, Vacation Express anunció que comenzarían a vender paquetes de vacaciones a Cuba.